# Фудбалска репрезентација Тајланда
Фудбалска репрезентација Тајланда (тај. ฟุตบอลทีมชาติไทย) представља Тајланд у међународним фудбалским такмичењима и под контролом је Фудбалског савеза Тајланда.

## Успеси

### АФК азијски куп
- 1972: 3. место
- 1992: 7. место
- 1996: 12. место
- 2000: 9. место
- 2004: 16. место
- 2007: 10. место
- 2019: 14. место
- 2023: 13. место